# Bologna FC 1909
Bologna Football Club 1909 zkráceně jen Bologna, (česky zkráceně Boloňa) je italský fotbalový klub hrající v sezóně 2025/26 v 1. italské fotbalové lize, sídlící ve městě Boloňa v regionu Emilia-Romagna.
Klub byl založen již v roce 1909, ale v roce 1993 ohlásil bankrot. Poté byl opět klub obnoven. Klubové barvy jsou červená a modrá, proto přezdívka Rossoblu. Největší slávu klub zažil mezi lety 1924 až 1941, když získal šest titulů v lize. Další přidal v 60. letech. Také se stal třikrát vítězem domácího poháru a na mezinárodní úrovni se stal třikrát vítězem středoevropského poháru a jednoho poháru Intertoto.

## Změny názvu klubu
- - 1909/10 – 1926/27 – Bologna FC (Bologna Football Club)
  - 1927/28 – 1933/34 – Bologna SC (Bologna Sezione Calcio)
  - 1934/35 – 1944/45 – Bologna AGC (Bologna Associazione Giuoco del Calcio)
  - 1945/46 – 1992/93 – Bologna FC (Bologna Football Club)
  - 1993/94 – Bologna FC 1909 (Bologna Football Club 1909)

## Získané trofeje

### Vyhrané domácí soutěže
- 1. italská liga ( 7x )

1924/25, 1928/29, 1935/36, 1936/37, 1938/39, 1940/41, 1963/64
- 2. italská liga ( 2x )

1987/88, 1995/96
- 3. italská liga ( 1x )

1994/95
- Italský pohár ( 3x )

1969/70, 1973/74, 2024/25

### Vyhrané mezinárodní soutěže
- Středoevropský pohár (3×)

1932, 1934, 1961
- Pohár Intertoto (1×)

1998

#### Medailové umístění
| Medaile umístění     | Sezona                                                        |
| -------------------- | ------------------------------------------------------------- |
| Serie A              | 1924/25, 1928/29, 1935/36, 1936/37, 1938/39, 1940/41, 1963/64 |
| Serie A              | 1926/27, 1931/32, 1939/40, 1965/66                            |
| Serie A              | 1930/31, 1932/33, 1966/67                                     |
| Italský pohár        | 1969/70, 1973/74, 2024/25                                     |
| Středoevropský pohár | 1932, 1934, 1961                                              |
| Středoevropský pohár | 1962, 1988/89                                                 |

## Soupiska
Aktuální k 3. 2. 2025
| Číslo |            | Pozice | Hráč                     |
| ----- | ---------- | ------ | ------------------------ |
| 1     | Polsko     | B      | Łukasz Skorupski         |
| 2     | Švédsko    | O      | Emil Holm                |
| 5     | Chorvatsko | O      | Martin Erlić             |
| 6     | Chorvatsko | Z      | Nikola Moro              |
| 7     | Itálie     | Ú      | Riccardo Orsolini        |
| 8     | Švýcarsko  | Z      | Remo Freuler             |
| 9     | Argentina  | Ú      | Santiago Castro          |
| 11    | Švýcarsko  | Ú      | Dan Ndoye                |
| 14    | Itálie     | O      | Davide Calabria          |
| 15    | Itálie     | O      | Nicolò Casale            |
| 17    | Maroko     | Z      | Oussama El Azzouzi       |
| 18    | Itálie     | Z      | Tommaso Pobega           |
| 19    | Skotsko    | Z      | Lewis Ferguson (kapitán) |
| 20    | Švýcarsko  | Z      | Michel Aebischer         |

| Číslo |            | Pozice | Hráč                    |
| ----- | ---------- | ------ | ----------------------- |
| 21    | Dánsko     | Ú      | Jens Odgaard            |
| 22    | Řecko      | O      | Charalampos Lykogiannīs |
| 23    | Itálie     | B      | Nicola Bagnolini        |
| 24    | Nizozemsko | Ú      | Thijs Dallinga          |
| 26    | Kolumbie   | O      | Jhon Lucumí             |
| 28    | Itálie     | Ú      | Nicolò Cambiaghi        |
| 29    | Itálie     | O      | Lorenzo De Silvestri    |
| 30    | Argentina  | Ú      | Benjamín Domínguez      |
| 31    | Nizozemsko | O      | Sam Beukema             |
| 33    | Španělsko  | O      | Juan Miranda            |
| 34    | Itálie     | B      | Federico Ravaglia       |
| 39    | Španělsko  | Ú      | Estanis Pedrola         |
| 80    | Itálie     | Z      | Giovanni Fabbian        |

## Historie klubu
Klub založil švýcarský zubař a fotbalový nadšenec Louis Rauch 3. října 1909 jako Bologna Football Club. Spoluzakladatelé byli i italové Guido Della Valle a Arrigo Gradi a také český rodák Emilio Arnstein. Klub vstoupil do Federace již na sezonu 1910/11 a stal se jedním z protagonistů italského turnaje na počátku dvacátých let, s náborem rakouského profesionálního trenéra Felsnerem.
Klub vyhrál první titul v sezóně 1924/25. Mezi koncem dvacátých a začátkem třicátých let 20. století je podle mnoha odborníků klub jedním z nejsilnějších formací na světě. Klub dominoval v domácí lize a vyhrál titul v sezoně 1928/29. Na evropské scéně klub dvakrát vyhrál Středoevropský pohár (1932 a 1934). V nejvyšší soutěži se klub pohyboval na předních příčkách až na sezonu 1934/35 když klub obsadil šestou příčku. To už byl majitelem klubu textilní podnikatel Renato Dall'Ara, čímž zahájil své třicetileté předsednictví, nejslavnější v historii klubu.
Od sezony 1935/36 do sezony 1940/41 získal čtyři tituly a jedno stříbro. Trenérem do roku 1938 je maďarský Arpad Weisz, trenér židovského původu musel po roce 1938 opustit Itálii. Po válce klub hrál v nejvyšší lize průměrně. Dokonce málem sestoupil v sezoně 1951/52, nakonec se zachránilo o jeden bod. V roce 1961 získává za vítězství ve finále středoevropského poháru nad československým klubem FC Nitra trofej. Od konce války do sezony 1962/63 bylo nejlepší umístění v lize čtvrté místo ve třech sezonách.
Další mistrovská sezona byla 1963/64. Klub vyhrál díky vítězství v dodatečném zápase 2:0 nad Interem. Tři dny před zápasem zemřel na infarkt majitel klubu Renato Dall'Ara a za 20 let byl po něm pojmenován místní stadion Stadio Renato Dall'Ara. Zajistilo si místo v poháru PMEZ, ale nepřešli přes předkolo. Na veletržním poháru se klub probojoval do semifinále. Prohrál s maďarským klubem Ferencváros. Úspěch přišel v italském poháru když vyhrál před klubem s Turína první domácí pohár. Vítězství si zopakoval i v ročníku 1973/74, když porazil na penalty Palermo. V nejvyšší lize se v období od sezony 1964/65 do 1980/81 umístil nejlépe na druhém místě (1965/66). Sezona 1981/82 se klubu vůbec nepovedla. Umístila se na 15. místě a sestoupila poprvé ve své historii do druhé ligy. Klubu se nedařilo ani ve druhé lize a sestoupil po jedné sezoně do třetí ligy. Návrat do druhé ligy se povédl v nejkratším možném čase a do nejvyšší ligy se klub opět podíval v sezoně 1988/89. V tomhle ročníku hrál i Středoevropský pohár 1989, ve kterém prohrál ve finále nad československý klubem FC Baník Ostrava. V ročníku 1990/91 hrál Pohár UEFA a dostál se do čtvrtfinále, ale v lize se umístil na posledním místě a sestoupil. Klub v sezoně 1992/93 obsadil 18. místo a sestoupil do třetí ligy. To ale nebylo nejhorší.
Dne 19. června 1993 klub zkrachoval, neplnil totiž staré nezaplacené výdaje a měsíční platby. Závazky činily dvě miliardy lir, bankovní expozice dosáhla 34 miliard lir. Klub byl na konci června znovu založen pod názvem Bologna Football Club 1909 v konkurzu na dražbu na odkoupení výkonného podílu klubu, včetně práv a sportovních titulů, a odštěpena od bývalého majitele účastnícího se bankrotu. Novým majitelem se stal Giuseppe Gazzoni Frascara ze skupiny místních podnikatelů, přičemž se mu podařilo zajistit registraci na sezonu ve třetí lize. Návrat do nejvyšší ligy se konal v sezoně 1996/97 po vítězství ve druhé lize.
Díky vítězství v Poháru Intertoto se kvalifikovali do Poháru UEFA 1998/99 kde dokráčeli až do semifinále. Tam prohráli s francouzským klubem Olympique de Marseille (0:0, 1:1). Stejnou soutěž hráli i v ročníku 1999/00, ale dokráčeli do 3. kola kde podlehli budoucímu vítězi Galatasaray SK (1:1, 1:2). Sezonu 2001/02 zakončil klub sedmou příčkou a místem v poháru Intertoto. Dostal se do finále, ale tam podlehli Fulhamu. Sestup do druhé ligy byl v sezoně 2004/05 když prohrál v play out s Parmou. Již po prvních zápasech v nové sezoně 2005/06 se majitel klubu Giuseppe Gazzoni Frascara rozhodl klub opustit a tak prodal svůj podíl Cazzolovi, známému podnikateli v této oblasti se silným sportovním povoláním, který se stal majoritním akcionářem a novým prezidentem. Po postupující sezoně 2007/08 klub prodal minoritnímu akcionáři Menarinimu. Dne 7. července 2010 klub koupil Sardinský podnikatel Sergio Porcedda. Jenže nový majitel nebyl zcela insolventní. Federace jim v sezoně 2010/11 odečetlo tři body v tabulce za nedodržení plateb. V polovině listopadu klub prohlásil, že selhal, a je na pokraji bankrotu poté, co hráči nedostávali žádný plat. Klubu pomáhá bankéř Giovanni Consorte a majitel firmy Segafredo Massimo Zanetti. Klub koupili a stávají se novými majiteli. Navzdory nejistotám se klub v nejvyšší lize zachránil. Dne 14. října roku 2014 klub koupil kanadský manažer Joey Saputo.
Nejvyšší soutěž hrál již v 94 sezonách (nepřetržitě od sezony 2015/16) a ve druhé lize klub odehrál 12 sezon a vyhrál ji 2×.

## Účast v ligách
| Úroveň soutěže | Název soutěže (nynější název) | První hraná sezona | Poslední hraná sezona | celkem odehraných sezon |
| -------------- | ----------------------------- | ------------------ | --------------------- | ----------------------- |
| 1              | Serie A                       | 1910/11            | 2025/26               | 95                      |
| 2              | Serie B                       | 1982/83            | 2014/15               | 12                      |
| 3              | Serie C                       | 1983/84            | 1994/95               | 3                       |

Historická tabulka Serie A od sezony 1929/30 do 2024/25.
| Celkové místo | Odehraných sezon | Celkem bodů | Celkem zápasů | Celkem výher | Celkem remíz | Celkem proher | Celkové skore |
| ------------- | ---------------- | ----------- | ------------- | ------------ | ------------ | ------------- | ------------- |
| 9             | 79               | 2998        | 2650          | 944          | 833          | 873           | 3473:3249     |

## Fotbalisté

### Tabulky

#### Podle oficiálních zápasů
Ke dni 24. 5. 2025
| Celkový počet zápasů | Celkový počet zápasů | Celkový počet zápasů |  | V 1. lize | V 1. lize          | V 1. lize |  | V domácím poháru | V domácím poháru   | V domácím poháru |  | V Evropských pohárech | V Evropských pohárech | V Evropských pohárech |
| Pořadí               | Jméno                | Počet                |  | Pořadí    | Jméno              | Počet     |  | Pořadí           | Jméno              | Počet            |  | Pořadí                | Jméno                 | Počet                 |
| 1.                   | Giacomo Bulgarelli   | 486                  |  | 1.        | Giacomo Bulgarelli | 392       |  | 1.               | Tazio Roversi      | 80               |  | 1.                    | Marino Perani         | 42                    |
| 2.                   | Tazio Roversi        | 459                  |  | 2.        | Felice Gasperi     | 384       |  | 2.               | Franco Cresci      | 73               |  | 2.                    | Francesco Janich      | 41                    |
| 3.                   | Carlo Reguzzoni      | 417                  |  | 3.        | Carlo Reguzzoni    | 378       |  | 3.               | Giuseppe Savoldi   | 57               |  | 3.                    | Giacomo Bulgarelli    | 40                    |
| 4.                   | Carlo Nervo          | 417                  |  | 4.        | Carlo Nervo        | 358       |  | 4.               | Giacomo Bulgarelli | 56               |  | 4.                    | Tazio Roversi         | 38                    |
| 5.                   | Marino Perani        | 415                  |  | 5.        | Angelo Schiavio    | 348       |  | 5.               | Marino Perani      | 51               |  | 5.                    | Giuseppe Vavassori    | 33                    |
| 6.                   | Felice Gasperi       | 404                  |  | 6.        | Mario Gianni       | 347       |  | 6.               | Adelmo Paris       | 46               |  | 6.                    | Carlo Furlanis        | 33                    |
| 7.                   | Franco Cresci        | 404                  |  | 7.        | Tazio Roversi      | 341       |  | 7.               | Giancarlo Marocchi | 43               |  | 7.                    | Franco Cresci         | 30                    |
| 8.                   | Francesco Janich     | 376                  |  | 8.        | Marino Perani      | 322       |  | 8.               | Francesco Janich   | 40               |  | 8.                    | Giuseppe Savoldi      | 30                    |
| 9.                   | Angelo Schiavio      | 364                  |  | 9.        | Dino Ballacci      | 305       |  | 9.               | Carlo Nervo        | 36               |  | 9.                    | Romano Fogli          | 30                    |
| 10.                  | Mario Gianni         | 362                  |  | 10.       | Franco Cresci      | 301       |  | 10.              | Giuseppe Zinetti   | 35               |  | 10.                   | Ivan Gregori          | 28                    |

#### Podle vstřelených branek
Ke dni 24. 5. 2025
| Celkový počet branek | Celkový počet branek | Celkový počet branek |  | V 1. lize | V 1. lize           | V 1. lize |  | V domácím poháru | V domácím poháru   | V domácím poháru |  | V Evropských pohárech | V Evropských pohárech | V Evropských pohárech |
| Pořadí               | Jméno                | Počet                |  | Pořadí    | Jméno               | Počet     |  | Pořadí           | Jméno              | Počet            |  | Pořadí                | Jméno                 | Počet                 |
| 1.                   | Angelo Schiavio      | 251                  |  | 1.        | Carlo Reguzzoni     | 145       |  | 1.               | Giuseppe Savoldi   | 27               |  | 1.                    | Harald Nielsen        | 19                    |
| 2.                   | Carlo Reguzzoni      | 168                  |  | 2.        | Ezio Pascutti       | 130       |  | 2.               | Gino Cappello      | 21               |  | 2.                    | Carlo Reguzzoni       | 18                    |
| 3.                   | Ezio Pascutti        | 142                  |  | 3.        | Angelo Schiavio     | 109       |  | 3.               | Héctor Puricelli   | 12               |  | 3.                    | Giuseppe Savoldi      | 17                    |
| 4.                   | Giuseppe Savoldi     | 140                  |  | 4.        | Gino Pivatelli      | 105       |  | 4.               | Claudio Bellucci   | 11               |  | 4.                    | Giuseppe Signori      | 14                    |
| 5.                   | Gino Cappello        | 122                  |  | 5.        | Giuseppe Savoldi    | 96        |  | 5.               | Amedeo Biavati     | 11               |  | 5.                    | Héctor Demarco        | 10                    |
| 6.                   | Gino Pivatelli       | 105                  |  | 6.        | Bruno Maini         | 88        |  | 6.               | Marino Perani      | 9                |  | 6.                    | Bruno Maini           | 9                     |
| 7.                   | Giuseppe Della Valle | 104                  |  | 7.        | Cesarino Cervellati | 86        |  | 7.               | Giacomo Bulgarelli | 8                |  | 7.                    | Angelo Schiavio       | 9                     |
| 8.                   | Harald Nielsen       | 104                  |  | 8.        | Harald Nielsen      | 81        |  | 8.               | Pietro Ghetti      | 8                |  | 8.                    | Bruno Pace            | 8                     |
| 9.                   | Bruno Maini          | 101                  |  | 9.        | Héctor Puricelli    | 80        |  | 9.               | Fabio Poli         | 8                |  | 9.                    | Giacomo Bulgarelli    | 7                     |
| 10.                  | Héctor Puricelli     | 96                   |  | 10.       | Gino Cappello       | 80        |  | 10.              | Loris Pradella     | 8                |  | 10.                   | Helmut Haller         | 7                     |

#### Rekordní přestupy
| Nákup  | Nákup              | Nákup     | Nákup           | Nákup           |  | Prodej | Prodej             | Prodej    | Prodej            | Prodej          |
| Pořadí | Jméno              | sezona    | klub            | částka          |  | Pořadí | Jméno              | sezona    | klub              | částka          |
| 1.     | Joshua Zirkzee     | 2022/2023 | Bayern          | 27,5 mil. Euro  |  | 1.     | Riccardo Calafiori | 2024/2025 | Arsenal           | 45 mil. Euro    |
| 2.     | Riccardo Calafiori | 2023/2024 | Basilej         | 24,5 mil. Euro  |  | 2.     | Joshua Zirkzee     | 2024/2025 | Manchester United | 42,5 mil. Euro  |
| 3.     | Dan Ndoye          | 2023/2024 | Basilej         | 16,45 mil. Euro |  | 3.     | Dan Ndoye          | 2015/2026 | Nottingham        | 42 mil. Euro    |
| 4.     | Thijs Dallinga     | 2024/2025 | Toulouse        | 15 mil. Euro    |  | 4.     | Sam Beukema        | 2025/2026 | Neapol            | 31 mil. Euro    |
| 5.     | Riccardo Orsolini  | 2019/2020 | Juventus        | 15 mil. Euro    |  | 5.     | Simone Verdi       | 2018/2019 | Neapol            | 24,5 mil. Euro  |
| 6.     | Musa Barrow        | 2021/2022 | Atalanta        | 14,34 mil. Euro |  | 6.     | Arthur Theate      | 2022/2023 | Rennes            | 19 mil. Euro    |
| 7.     | Santiago Castro    | 2023/2024 | Vélez Sarsfield | 13,2 mil. Euro  |  | 7.     | Takehiro Tomiyasu  | 2021/2022 | Arsenal           | 18,6 mil. Euro  |
| 8.     | Jesper Karlsson    | 2023/2024 | Alkmaar         | 11,15 mil. Euro |  | 8.     | Gastón Ramírez     | 2012/2013 | Southampton       | 15,2 mil. Euro  |
| 9.     | Martin Vitík       | 2025/2026 | Sparta Praha    | 11 mil. Euro    |  | 9.     | Amadou Diawara     | 2016/2017 | Neapol            | 14,5 mil. Euro  |
| 10.    | Nicolás Domínguez  | 2019/2020 | Vélez Sarsfield | 10,98 mil. Euro |  | 10.    | Aaron Hickey       | 2022/2023 | Brentford         | 14,25 mil. Euro |

### Nejlepší střelci v soutěžích
| Nejlepší střelci v lize (7 prvenství) | Nejlepší střelci v pohárech (2)      | Nejlepší střelci ve středoevropském poháru (3) |
| ------------------------------------- | ------------------------------------ | ---------------------------------------------- |
| Angelo Schiavio (1931/32) 25 branek   | Giuseppe Savoldi (1969/70) 10 branek | Carlo Reguzzoni (1934) 10 branek               |
| Ettore Puricelli (1938/39) 19 branek  | Giuseppe Savoldi (1973/74) 10 branek | Harald Nielsen (1962) 11 branek                |
| Ettore Puricelli (1940/41) 22 branek  |                                      | Lorenzo Marronaro, Fabio Poli (1989) 3 branky  |
| Gino Pivatelli (1955/56) 29 branek    |                                      |                                                |
| Harald Nielsen (1962/63) 19 branek    |                                      |                                                |
| Harald Nielsen (1963/64) 21 branek    |                                      |                                                |
| Giuseppe Savoldi (1972/73) 17 branek  |                                      |                                                |

### Na velkých turnajích

#### Vítězové Mistrovství světa
- Eraldo Monzeglio (MS 1934)
- Angelo Schiavio (MS 1934)
- Carlo Ceresoli (MS 1938)
- Michele Andreolo (MS 1938)
- Amedeo Biavati (MS 1938)

#### Účastníci Mistrovství světa
- Gino Cappello (MS 1950)
- Gino Cappello (MS 1954)
- Gino Pivatelli (MS 1954)
- Ezio Pascutti (MS 1962)
- Francesco Janich (MS 1962)
- Paride Tumburus (MS 1962)
- Giacomo Bulgarelli (MS 1962)
- Giacomo Bulgarelli (MS 1966)
- Romano Fogli (MS 1966)
- Francesco Janich (MS 1966)
- Ezio Pascutti (MS 1966)
- Marino Perani (MS 1966)
- Helmut Haller (MS 1966)
- Roberto Baggio (MS 1998)
- Pierre Womé (MS 2002)
- Vaggelīs Moras (MS 2010)
- Stephen Appiah (MS 2010)
- Panagiotis Kone (MS 2014)
- Lazaros Christodulopulos (MS 2014)
- Diego Fernando Pérez (MS 2014)
- Giancarlo González (MS 2018)
- Blerim Džemaili (MS 2018)
- Filip Helander (MS 2018)
- Emil Krafth (MS 2018)
- Łukasz Skorupski (MS 2022)
- Michel Aebischer (MS 2022)

#### Vítězové Mistrovství Evropy
- Giacomo Bulgarelli (ME 1968)
- Aristide Guarneri (ME 1968)

#### Účastníci Mistrovství Evropy
- Kennet Andersson (ME 2000)
- Mikael Antonsson (ME 2012)
- Alessandro Diamanti (ME 2012)
- Emanuele Giaccherini (ME 2016)
- Andreas Skov Olsen (ME 2020)
- Mattias Svanberg (ME 2020)
- Łukasz Skorupski (ME 2020)
- Łukasz Skorupski (ME 2024)
- Kacper Urbański (ME 2024)
- Michel Aebischer (ME 2024)
- Dan Ndoye (ME 2024)
- Remo Freuler (ME 2024)
- Victor Kristiansen (ME 2024)
- Stefan Posch (ME 2024)
- Joshua Zirkzee (ME 2024)
- Riccardo Calafiori (ME 2024)

#### Vítězové Copa América
- Diego Fernando Pérez (CA 2011)
- Erick Pulgar (CA 2016)
- Nicolás Domínguez (CA 2021)

#### Účastníci Copa América
- Erick Pulgar (CA 2019)
- Federico Santander (CA 2019)
- Gary Medel (CA 2021)
- Jhon Lucumí (CA 2024)

#### Vítězové Afrického poháru národů
- Pierre Womé (APN 2000)
- Pierre Womé (APN 2002)
- Ibrahima Mbaye (APN 2021)

#### Účastníci Afrického poháru národů
- Saphir Taïder (APN 2017)
- Musa Barrow (APN 2021)
- Oussama El Azzouzi (APN 2023)

#### Vítězové Olympijských her
- Pierre Womé (OH 2000)

#### Účastníci Olympijských her
- Emilio Badini (OH 1920)
- Gastone Baldi (OH 1924)
- Giuseppe Della Valle (OH 1924)
- Felice Gasperi (OH 1928)
- Pietro Genovesi (OH 1928)
- Alfredo Pitto (OH 1928)
- Angelo Schiavio (OH 1928)
- Guglielmo Giovannini (OH 1948)
- Giacomo Bulgarelli (OH 1960)
- Paride Tumburus (OH 1960)
- Gastón Ramírez (OH 2012)
- Takehiro Tomiyasu (OH 2020)
- Oussama El Azzouzi (OH 2024)

## Česká stopa

### Hráči
- Ladislav Krejčí (2016–2020)
- Martin Vitík (2025–)